# Myroslava Gongadze
Myroslava Volodymyrivna Gongadze, nata Petryšyn (in ucraino Миросла́ва Володи́мирівна Ґонґа́дзе?; Berežany, 19 giugno 1972), è una giornalista ucraina, che dal 2001 vive negli Stati Uniti lavorando per Voice of America. È la vedova di Georgij Gongadze, il giornalista ucraino che fu rapito e ucciso nel 2000. Da allora è stata un'importante sostenitrice della libertà di stampa e della protezione della sicurezza dei giornalisti in Ucraina, e ha continuato a chiedere giustizia per l'omicidio del marito.

## Biografia
Myroslava Petryšyn è nata nel 1972 a Berežany, nell'oblast' di Ternopil, nell'Ucraina all'epoca sovietica. Si è laureata in giurisprudenza all'Università di Leopoli  (completata nel 1997), e nei primi anni '90 è stata consulente legale per agenzie governative locali.
Durante i primi anni '90, Petryšyn è stata coinvolta nel giornalismo e nella politica ucraina. Nel 1993 è stata specialista nel dipartimento informazioni della rivista Post-Postup. Nel 1994 e nel 1995 è diventata vicedirettore e direttore del centro stampa per l'alleanza politica Nova Chvylja (in ucraino  Нова Хвиля?). Nel 1995 è stata a capo del dipartimento media del Mižnarodnyj Media Centr STB (in ucraino  Міжнародний Медіа Центр - СТБ?), e nel 1998 è stata a capo delle pubbliche relazioni del quotidiano Den' (in ucraino  День?).

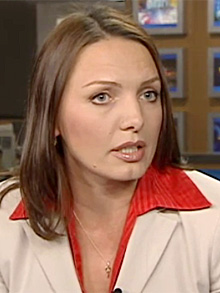
Myroslava Gongadze

Allo stesso tempo, Petryšyn è diventata attiva nel cinema. È stata assistente alla regia del cortometraggio documentario di Georgij Gongadze Tini vijny (Тіні війни, 1993) sul conflitto georgiano-abcaso e produttrice esecutiva di Ochoronci mriï (Охоронці мрії, 1996).
Myroslava Petryšyn si è sposata con Georgij Gongadze nel 1995 e le loro figlie gemelle sono nate nel 1997. Insieme a suo marito, Myroslava Gongadze ha continuato a lavorare in progetti giornalistici contrari all'amministrazione del presidente Leonid Kučma.
Nel 2000, Georgij Gongadze è stato rapito e brutalmente assassinato. Registrazioni su nastro segrete fornite da una delle guardie del corpo del presidente e rilasciate da politici dell'opposizione hanno implicato Kučma nel crimine. La controversia politica che ne risultò divenne nota come lo scandalo delle cassette, danneggiò la popolarità di Kučma e pose le basi per la rivoluzione arancione del 2004. Ha anche portato Myroslava Gongadze a una maggiore importanza come attivista per i diritti umani e la libertà di stampa in Ucraina.
Lei e i suoi due figli hanno ricevuto asilo politico negli Stati Uniti nel 2001. In un'intervista con Ukraïns'ka pravda nel febbraio 2005, Myroslava Gongadze ha detto che sarebbe tornata in Ucraina se gli assassini di suo marito, e coloro che hanno dato l'ordine di ucciderlo, fossero stati puniti.
Da quando è arrivata negli Stati Uniti, Gongadze ha lavorato come corrispondente televisivo e radiofonico per Voice of America, corrispondente freelance per Radio Free Europe/Radio Liberty e visiting Scholar presso l'Institute for European, Russian and Eurasian Studies presso l'Università George Washington di Washington, DC. Nel 2001, Gongadze ha ricevuto una borsa di studio per la democrazia Reagan-Fascell per studiare il ruolo dei media nella transizione dell'Ucraina alla democrazia.

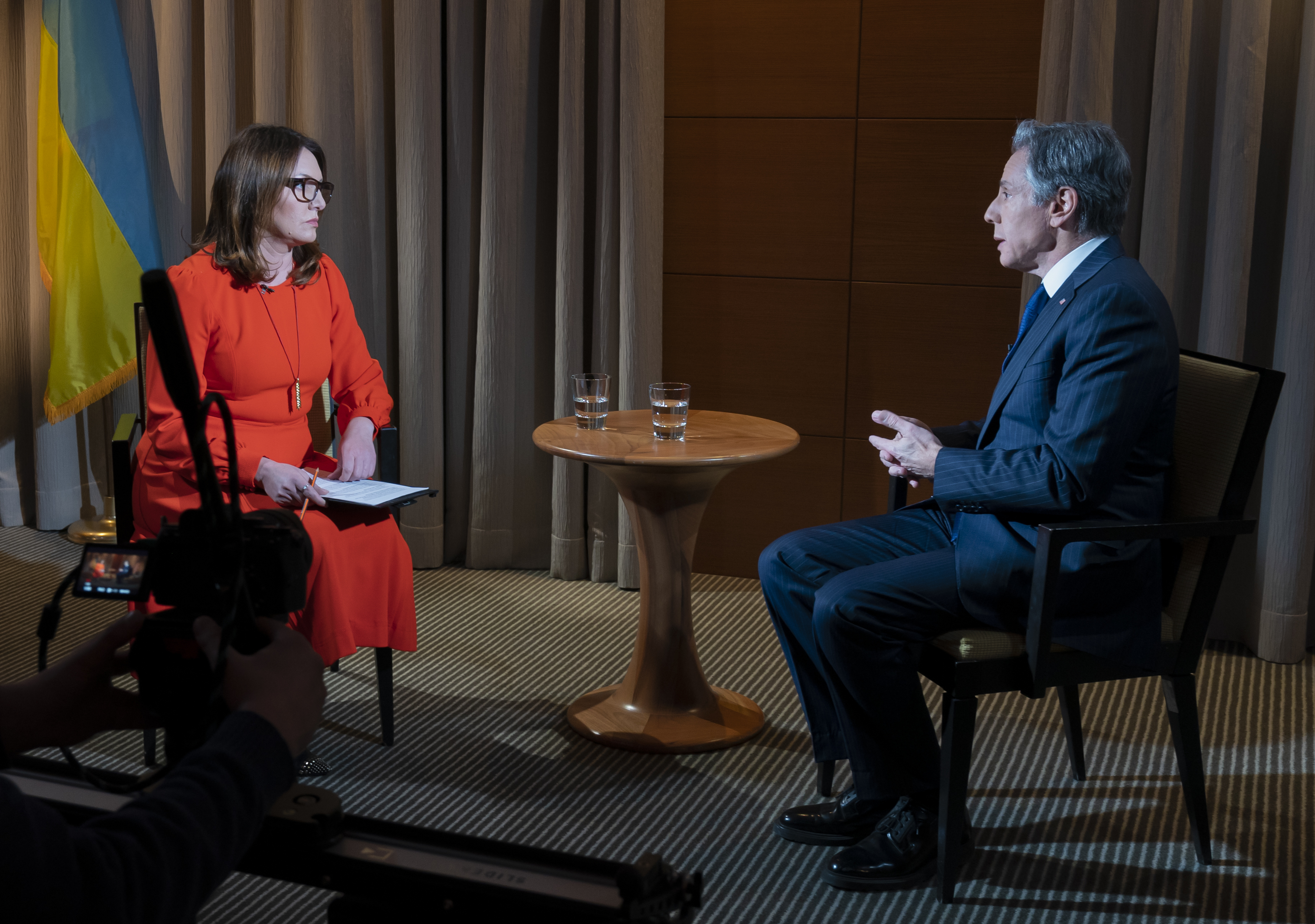
Myroslava Gongadze intervista il Segretario di stato USA Antony Blinken nel 2022

Nell'ottobre 2009, si è classificata al 91 ° posto nella top 100 delle "donne più influenti in Ucraina" compilata da esperti per la rivista ucraina Focus.
Gongadze ha espresso il suo scetticismo sullo stato politico dell'Ucraina moderna nel novembre 2009; in un editoriale sul Wall Street Journal, ha sostenuto che la sua democrazia stava degenerando e la sua libertà di stampa era a rischio.